# الرابطة التونسية المحترفة لكرة القدم للسيدات 2021–22
الرابطة التونسية المحترفة لكرة القدم للسيدات 2021–22 هو الموسم 16 من بطولة الرابطة التونسية المحترفة لكرة القدم للسيدات. يلعب أفضل 12 ناديا تونسيا مقسمين على مجموعتين ضد بعضها البعض مرتين ذهابا وإيابا ويتأهل أصحاب المركز الأول والثاني من كل مجموعة إلى مرحلة التتويج و اللعب من أجل التتويج بالبطولة في شكل بطولة مصغرة و  في ملاعب محايدة وأصحاب المركز الثالث و الرابع من كل مجموعة إلى اللعب من أجل التتويج بلقب كأس الرابطة في شكل بطولة مصغرة و في ملاعب محايدة وأصحاب المركز الخامس و السادس من كل مجموعة إلى اللعب من أجل التتويج بكأس الاتحاد الوطني للمرأة في شكل بطولة مصغرة و في ملاعب محايدة. نادي الجمعية الرياضية النسائية بسوسة هو حامل اللقب وخصومه الرئيسيين للفوز النهائي هم الجمعية الرياضية النسائية بالساحل و الجمعية الرياضية لبنك الإسكان.
فاز بهذا الموسم نادي الجمعية الرياضية لبنك الإسكان للمرة الرابعة في تاريخه.

## الأندية المشاركة

### مجموعة الشمال
- الجمعية الرياضية لبنك الإسكان
- الجمعية الرياضية النسائية بسوسة
- الجمعية الرياضية النسائية بالساحل
- الاتحاد الرياضي التونسي
- الجمعية الرياضية النسائية بسبيبة
- الجمعية الرياضية النسائية ببوحجلة

### مجموعة الجنوب
- الجمعية الرياضية النسائية بقفصة
- الجمعية الرياضية النسائية بمدنين
- المجد الرياضي بسيدي بوزيد
- الجمعية الرياضية النسائية بسبيطلة
- الجوهرة الرياضية النسائية بصفاقس
- النور الرياضي بتطاوين

## روابط خارجية
- الموقع الرسمي للجامعة التونسية لكرة القدم.
- الرابطة التونسية المحترفة لكرة القدم للسيدات على موقع مؤسسة إحصاءات وثيقة لرياضة كرة القدم